# エミリオ・プジョル
エミリオ・プジョル（Emilio Pujol, 1886年4月7日 - 1980年11月15日）はスペインカタルーニャ地方リェイダ県出身の作曲家・ギタリスト・音楽教師。本名はエミリオ・プジョル・ビラルビ（Emilio Pujol Vilarrubi）。ファミリー・ネームは日本語圏ではカスティーリャ語の発音を写して「プホール」または「プホル」と表記されることもある。

## 経歴
リェイダ郊外の寒村グラナデリャ出身。1901年に15歳にしてバルセロナ音楽院にてフランシスコ・タレガに師事。この頃兄弟子のミゲル・リョベートが、バルセロナから離れて演奏家としてデビューを果たしていた。プジョルはタレガの伝記の中で、この恩師との最初の出逢いを好んで思い返しており、優しいロマンティックな口調で「タレガ先生」について綴っている。
第一次世界大戦中は、演奏旅行ができずにもっぱらカタルーニャにとどまった。1918年に最初の演奏旅行で南米に向かい、ブエノスアイレスで活動を始める。演奏旅行の唯一の目立った中断は、アンダルシアの声楽家でギター奏者のマティルダ・クエルバスとパリで結婚したときであった。この頃パリでは、ギターの前身楽器について歴史の研究に没頭している。第二次世界大戦の兆しが見られると、再び継続的な演奏活動が妨げられた。
1935年から1940年までの間、プジョルは数回の演奏会と講演、さらなる研究活動を国内だけでなく、ロンドンやパリでも行なった。1941年になるまでに帰国すると、1946年までルイス・デ・ナルバエスのビウエラ作品全集（叢書『スペイン音楽大全 Monumentos de la Musica Española』第3部）の出版準備に追われた。この作業は最終的に、アロンソ・ムダーラ全集（1949年）やバルデラーバノ全集（1963年）に続いた。プジョルは死を前にして、最大のビウエラ曲集であるミゲル・デ・フエンリャーナの《オルフェウスの竪琴 Orphenica Lyra》（1554年出版）に取り組んだ。プジョルはこの曲集をビウエラ楽派の金字塔と見做しており、フエリャナについては、スペイン音楽におけるこの小型の奥ゆかしい楽器の最後の代表者として評価した。
プジョルは、1946年から1969年までリスボン音楽院ギター科を指導した。同校は、おそらくギター教育を最初に取り上げた学術機関かもしれない。この頃には数々のマスタークラスに関係し（1953年にはアンドレス・セゴビアの招きでアカデミア・キジアーナの講座を主宰）、ギター作品の審査員も務めた。またこの時期、1956年に最初の妻マティルデに先立たれ、それから7年後に、著名なポルトガルのピアニストで声楽家の、マリア・アデライーデ・ロベルトと再婚。マリア夫人は最晩年のプジョルの支えとなった。
1965年の夏からレリダ市において、ギター、リュート、ビウエラの国際講座を開催する。この行事はかなりの人気となり、世界中から学生や講師を引き寄せた。10年以上にわたって毎年夏に開かれたが、1972年に13世紀の村セルベラに移された。
タルレガのギター楽派に関するプジョルの証言は、「様々な側面（すなわち楽器、手、精神）から起こり得るすべての問題に先手を打ち、作品の演奏に役立て」ようと絶えず求める、彼自身の気概にも当てはまる。

## 主要作品
124曲の作品に加えて、ギター用の275点の編曲を遺した。プジョルは、とりわけアンドレス・セゴビアやナルシソ・イエペスの例に続いて、独奏楽器としてのギターに再び威信をもたらしたのである。
- El Abejorro
- Canción de Cuna
- Barcarolle
- Cubana
- Impromptu
- Pieza nº 2 (Guajira o Evocación Cubana)
- Pieza nº 3 (Tango Español)
- Preludios
- Scottish Madrileño
- Sevilla
- Danzas Españolas
- Piezas Españolas
- Tango
- Tema y Variaciones
- Tonadilla
- Veneciana
- Villanesca

## 著名な門人
- ホプキンソン・スミス
- アルベルト・ポンス